# Philippe Combes
Philippe Combes, né le 6 août 1965 à Strasbourg et mort le 27 avril 2009, à Plaisance-du-Touch, est un danseur et un chorégraphe de danse contemporaine.

## Biographie
Philippe Combes se forme à la danse au Conservatoire de danse classique de Dijon dès l’âge de quatorze ans. Il devient danseur de danse contemporaine en collaborant de 1986 et 2001 avec les chorégraphes Joseph Russillo, Régine Chopinot et Angelin Preljocaj.
Il décide à partir de 1999 de créer ses propres chorégraphies avec sa première œuvre La Ballade des acolytes et crée la compagnie Cave Canem.

## Chorégraphies
- 1999 : La Ballade des acolytes
- 2001 : Minotaure
- 2002 : Astérios
- 2003 : Magma
- 2004 : L-Dopa
- 2005 : X
- 2006 : Dromos
- 2007 : Morphotype
- 2008 : Point de mire
- 2009 : Corpus

## Filmographie
- 2003 : Minotaur-Ex réalisé par Bruno Aveillan
- 2006 : Dromos 1 & 2 réalisé par Cécile Babiole[4]
- 2009 : Morpholab réalisé par Bruno Aveillan

## Prix et distinctions
- 2003 : Grand prix du public et Prix de l'œuvre exceptionnelle au festival Argile pour Minotaur-Ex
- 2004 : Finaliste du New York Dance Festival (en)  pour Minotaur-Ex
- 2006 : DCW Audience Choice Award pour Minotaur-Ex
- 2007 : Dance on Camera New York Finalist Award pour Minotaur-Ex[5]